# Sugaras szimmetriájú állatok
A sugaras szimmetriájú állatok (Radiata) alországa a valódi szövetes állatok ParaHoxozoa kládjába tartozó, sugaras vagy radiális szimmetriájú állatokat fogta össze. A Radiata kifejezés jelentése az osztályozás története során módosult. Egy időben ebbe a csoportba sorolták a tüskésbőrűeket is — őket jelenleg kétoldali szimmetriájú állatoknak tekintik, mivel egyedfejlődésük korai stádiumában ilyenek. Ma a csoportot nem használják, mivel a csalánozók és a bordásmedúzák nem rendelkeznek olyan közös őssel, mely a kétoldali szimmetriájú állatokkal nem közös.
Thomas Cavalier-Smith 1983-ban olyan Radiata nevű alországot írt le, amely a szivacsok, Myxozoa, Placozoa, Cnidaria és Ctenophora törzseiből állt, tehát magában foglalt minden állattörzset a kétoldali szimmetriájú állatokon (Bilateria) kívül.
Lynn Margulis és K. V. Schwartz „öt ország”-osztályozása csak a Cnidaria és a Ctenophora törzseket tartotta meg a csoportban. A kladisztikus osztályozások nem ismerik el kládnak a sugaras szimmetriájú állatokat. Ebben a megközelítésben a Radiata a két csíralemezesek (diploblasztikusak) csoportja (a soksejtű állatok többsége három csíralemezes) — azoké, amelyeknek csak belső és külső csíralemezük (endodermájuk és ektodermájuk van). (A Cavalier-Smith-féle osztályozás ide sorolja az egyetlen csíralemezű élőlényeket, például a szivacsokat is.)
Bár a sugaras szimmetriát a Radiata meghatározó tulajdonságának tekintik, a csalánozók legrégibbnek és leginkább alapi helyzetűnek tartott Anthozoa osztályában egyes fajok — mint például a tengeri anemónák közé tartozó Nematostella vectensis — szimmetriája kétoldali. Újabb eredmények erősen arra mutatnak, hogy a kétoldali szimmetria már a Cnidaria és a Bilateria különválása előtt  kifejlődött, így a csalánozók sugaras szimmetriája másodlagos, az N. vectensishez hasonló fajok kétoldali szimmetriája pedig elsődleges . A csalánozók szabadon úszó planula lárváinak szimmetriája is kétoldali. A bordásmedúzák szimmetriája kétsugaras.

## Fordítás
- Ez a szócikk részben vagy egészben  a   Radiata című angol Wikipédia-szócikk ezen változatának fordításán alapul.  Az eredeti cikk szerkesztőit annak laptörténete sorolja fel. Ez a jelzés csupán a megfogalmazás eredetét és a szerzői jogokat jelzi, nem szolgál a cikkben szereplő információk forrásmegjelöléseként.